# David Rochon
Pour les articles homonymes, voir Rochon.
David « Dave » Rochon, né le 13 septembre 1896 à Sainte-Cunégonde (sur l'île de Montréal) et mort le 30 novembre 1966 à Montréal, est un homme politique québécois. Il est député à l'Assemblée législative du Québec de Montréal–Saint-Louis pour le Parti libéral de 1948 à 1960.